# インクレディブル
『インクレディブル』（原題: Ogre）は、2008年のカナダの映画。

## キャスト
| 役名                   | 俳優                     | 日本語吹替 |
| ---------------------- | ------------------------ | ---------- |
| マイク                 | ライアン・ケネディ       | 須藤翔     |
| ジェシカ               | キャサリン・イザベル     | 伊瀬茉莉也 |
| ヘンリー・バートレット | ジョン・シュナイダー     | 水野龍司   |
| フランクリン           | アンドリュー・ホイーラー | 乃村健次   |
| ホープ・バートレット   | シャーラン・シモンズ     | 石川綾乃   |
| スティーブン           | ブレンダン・フレッチャー |            |
| テリー                 | カイル・ラビン           | 十河圭祐   |

- その他の日本語吹き替え：大倉彩／古宮吾一／藤吉浩二／佐藤広太